# Paul Crapez
Paul Crapez (Montignies-sur-Sambre, 17 april 1947) is een Belgisch voormalig (baan-)wielrenner.

## Carrière
Crapez behaalde zijn meeste overwinningen op de baan als amateur in de achtervolging waar hij drie jaar op rij Belgisch kampioen werd. Bij de elite won hij ook nog eenmaal de Belgische titel. In 1968 nam hij deel aan de Olympische Zomerspelen waar hij deelnam in de achtervolging en de ploegenachtervolging, op beide onderdelen werd hij 5e. Hij won op de weg enkele kleinere wedstrijden met als grootste overwinningen: Circuit du Hainaut.

## Overwinningen

### Baan
| Jaar     | BK                                  | EK       | WK       | Overige                                                     |
| Amateurs | Amateurs                            | Amateurs | Amateurs | Amateurs                                                    |
| -------- | ----------------------------------- | -------- | -------- | ----------------------------------------------------------- |
| 1966     | Achtervolging · Derny               |          |          |                                                             |
| 1967     | Achtervolging                       |          |          |                                                             |
| 1968     | Achtervolging                       |          |          | Olympische Spelen: 5e achtervolging 5e ploegenachtervolging |
| 1969     | Achtervolging                       |          |          |                                                             |
| Elite    |                                     |          |          |                                                             |
| 1970     | Omnium · Ploegkoers · Achtervolging |          |          |                                                             |
| 1971     | Achtervolging                       |          |          |                                                             |
| 1972     | Achtervolging                       |          |          |                                                             |

### Weg
1969
2e etappe deel b Ronde van Limburg (amateurs)
Eindklassement Ronde van Limburg
Circuit du Hainaut
3e etappe deel b Ronde van Luik
1970
GP Norbert Callens
1e etappe deel b Ronde van Catalonië (TTT)
1972
5e etappe W.D. & H.O. Wills Grand Prix
Westouter

## Resultaten in voornaamste wedstrijden
| Jaar | Ronde van Italië | Ronde van Frankrijk | Ronde van Spanje |
| ---- | ---------------- | ------------------- | ---------------- |
| 1970 |                  |                     | opgave           |

Wielerploegen van Paul Crapez
Aimar · 
Anquetil ·
Balagué ·
Bellone ·
Berland ·
Bolley ·
Crapez (tot 23/09) ·
Echávarri ·
Gautier ·
Genty ·
Ghisellini ·
Grosskost ·
Janssen ·
Leblanc ·
Legein ·
Novak ·
Pérez Francés ·
Pinault ·
Samyn (tot 30/08) · 
Schleck ·
Sels ·
Sohet ·
A. Vasseur ·
S. Vasseur ·
Wolfshohl · 
Wright · 
Yppersiel
Blockx ·
Bodart ·
Campadelli ·
Capiau ·
Clauwaert ·
Coppens ·
Corneillie ·
Coulon ·
Crapez (vanaf 24/09) ·
G. David ·
W. David ·
De Block ·
De Boever ·
De Loof ·
De Pauw ·
E. De Vlaeminck ·
R. De Vlaeminck (vanaf 02/03) ·
De Winter (tot 01/06) ·
Dedeckere ·
Donie ·
Furnière ·
Germain (vanaf 17/02) ·
Gilmore ·
Godefroot ·
Gorez ·
Gosselin ·
Hemeryck ·
Holst ·
Houbrechts ·
Hutsebaut ·
Jarolewski ·
Leman ·
Lievens (vanaf 29/09) ·
Mahieu ·
Messelis ·
Monseré ·
Monteyne ·
Nassen ·
Ongenae (vanaf 28/07) ·
Thoma ·
Van Damme ·
Van de Vijver ·
Van Den Bempt (vanaf 01/04) ·
Van Den Berghe (vanaf 31/03) ·
Van Espen ·
Van Parijs (vanaf 30/09) ·
Vanclooster ·
Vande Moortel ·
Vandromme ·
Vanhoutte ·
Zwaenepoel (vanaf 18/08)
Aranzabal · 
Berland ·
Bernet ·
Bolley ·
Crapez ·
Crépel ·
Davaine ·
Doyen ·
D. Ducreux ·
F. Ducreux ·
Genty ·
Grosskost ·
Hamy ·
Janssen ·
Leblanc ·
Masseys ·
Mendiburu ·
Mortensen ·
Novak ·
Ocaña ·
Panagiotis ·
Quinchon ·
Rosiers ·
Santy · 
Schleck ·
Sohet ·
Van Marck ·
A. Vasseur · 
S. Vasseur ·
Verhaegen · 
Wright